# Линников, Валерий Петрович
Валерий Петрович Линников (8 марта 1964, СССР) — советский и российский футболист, игрок в мини-футбол. Более всего известен выступлениями за челябинский «Феникс». Выступал за сборную России по мини-футболу.

## Биография
Воспитанник ДЮСШ Оренбурга, первый тренер А. С. Дегтярев. В 1983—1985 играл за «Локомотив» (Челябинск). В 1985 два месяца провел в «Факеле», но в чемпионате не сыграл — провел только одну игру на Кубок СССР против «Динамо» (Минск).
Вернулся в Челябинск, где провел ещё сезон в «Локомотиве». В 1987 призван в армию, служил во внутренних войсках в Усть-Камчатске. Но уже в 1988 играл за «Торпедо» (Миасс). Также выступал за «Кузбасс».
После выступлений за украинские клубы (1990—1991) «Галичина» и «Приборист», отправился в Венгрию, где провёл сезон в клубе третьей лиги «Спартакус» и помог ему добиться повышения в классе. Затем вернулся в Россию и стал игроком челябинского мини-футбольного клуба «Феникс». В сезонах 1992/93 и 1993/94 челябинцы выиграли бронзу и серебро российского чемпионата, а Линников был одним из лидеров той команды. По итогам каждого из этих сезонов он был признан лучшим защитником чемпионата.
Получив предложение от клуба высшей венгерской футбольной лиги «Штадлера», Линников на один сезон вернулся в футбол. «Штадлер» занял девятое место, Линников принял участие в большинстве матчей команды, но по семейным обстоятельствам был вынужден покинуть Венгрию и вернуться в Челябинск. Там он вновь стал играть за «Феникс».
В 1996 помог челябинцам в завоевании Кубка высшей лиги. Играл за «Феникс» до 1999 года, когда перешёл в московский «Спартак». Сезоном спустя он перешёл в югорский клуб «ТТГ-Ява», где провёл два года, после чего завершил выступления на профессиональном уровне.
Линников сыграл 15 матчей и забил 5 мячей за сборную России по мини-футболу. В её составе он стал серебряным призёром Чемпионата Европы 1996 года.
Выпускник Челябинского педагогического института.

## Достижения
- Серебряный призёр чемпионата Европы по мини-футболу 1996
- Обладатель Кубка высшей лиги 1996

Личные:
- Лучший защитник чемпионата России (2): 1992/93, 1993/94